# 倪亦靖
倪亦靖（英語：Andrew Yeh Ching Nee、1948年—），新加坡华人教授，国际机械工程、制造业领域著名专家，新加坡国家科学院院士。浙江宁波人，香港已故才子倪匡胞弟。

## 生平
祖籍浙江宁波镇海（今镇海区）。早年赴香港求学，在1963年畢業於福華街實用中學中三年級，1965年畢業於九龍工業學校中五年級，後到新加坡留学，从教主要从事模具、工业装备、精密制造的计算机模拟和机辅助设计、产品设计的研究和开发。在制造系统、制造业中增强现实技术应用开发及基础研究上享有国际声誉。现任新加坡国立大学执行主席办公室科研管理主任，工程学院教授。
曾发起成立新加坡国家工程院，后获选新加坡国家科学院院士。曾任新加坡国家科学研究院科学工程研究会会长。
2010年，获选国际生产工程院（CIRP）2011年至2012年度主席，是首位华人主席。曾任新加坡－美国马萨诸塞州学术联合会执行委员会会长。

## 荣誉
- 1982年：获得美国制造工程师学会（Society of Manufacturing Engineers, USA，缩写：SME）杰出青年制造工程师奖，是首位非美国国籍得主[5]
- 1990年：获选国际生产工程科学院（CIRP）院士[5]
- 1991年：获选美国制造工程师协会（SME）院士[5]
- 中华人民共和国教育部特聘国外知名专家学者
- 2011年：获选新加坡工程院首届院士[5]
- 2012年：天津大学名誉教授[6]
- 2013年：上海交通大学名誉教授[5]
- 2013年：上海大学名誉教授[7]